# Marzio Mastrilli
Marzio Mastrilli, duca di Gallo (Tufino, 6 settembre 1753 – Napoli, 4 febbraio 1833), è stato un politico e diplomatico italiano.

## Biografia

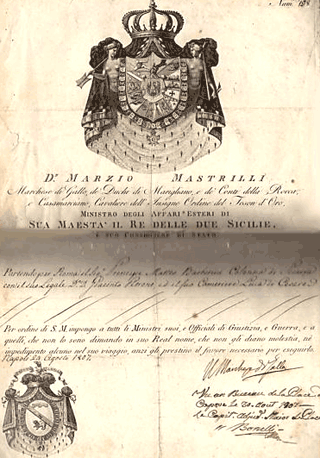
Lasciapassare firmato dal Mastrilli nel 1807, nella sua qualità di ministro degli esteri del Regno delle Due Sicilie

Ministro plenipotenziario del Regno di Napoli a Vienna dal 1786, partecipò alla redazione del trattato di Campoformio. Ministro della Marina dal 1798, nel 1805 concluse un accordo di neutralità con Napoleone Bonaparte a Parigi.
Ministro degli Esteri di Giuseppe Bonaparte dopo l'annullamento dell'accordo (1806) e poi, senza interruzione, per tutto il periodo murattiano, durante la Restaurazione divenne una figura di secondo piano.
Durante i moti rivoluzionari del 1820 fece parte del governo rivoluzionario e fu nuovamente ministro degli Esteri, per poi ritirarsi definitivamente a vita privata.
Massone, fu membro dell'aristocratica Loggia Della Vittoria di Napoli nel 1782-1784 e nel 1813 fu dignitario del Grande Oriente di Napoli. Nel novembre 1777 diventò membro del Capitolo dell'Aquila della Stretta Osservanza Templare, col nome d'ordine di Ab ave paradisiaca.
Morto a Napoli il 4 febbraio 1833 nel suo palazzo di Strada S. Maria in Portico, già vedovo di Maddalena Mastrilli, in prime nozze, e di Maria Luisa Colonna, in seconde nozze.